# NGC 294
NGC 294 ist ein offener Sternhaufen in der kleinen Magellanschen Wolke im Sternbild Tukan.
NGC 294 wurde am 11. April 1834 von dem britischen Astronomen John Frederick William Herschel entdeckt.